# Carolus-Duran
Carolus-Duran, egentligen Charles Émile Auguste Durand, född 4 juli 1837 i Lille, död 17 februari 1917 i Paris, var en fransk målare och skulptör.
Carolus-Duran studerade vid Académie suisse i Paris, och vistades 1862-66 i Italien, samt därefter i Spanien, där han kopierade Velazquez. Efter att 1869 ha ställt ut La dame au gant, som visar resultatet av hans spanska studier, blev han en av Paris mest eftersökta porträttörer. 1889 blev han kommendör av hederslegionen, 1890 deltog han i grundandet av Société Nationale des Beaux Arts och 1904 blev han medlem i Académie des Beaux-Arts och direktör för franska konstakademin i Rom. Han senare verk anses hålla en lägre klass.